# 대프랑스 동맹
대프랑스 동맹(영어: First Coalition - Seventh Coalition)은 프랑스 혁명 전쟁과 나폴레옹 전쟁에서 영국을 중심으로 한 유럽 국가들이 프랑스 제1공화국과 프랑스 제1제국의 타도를 목적으로 결성한 동맹이다. 1793년 제1차 대프랑스 동맹에서 1815년 제7차 대프랑스 동맹까지 일곱 차례에 걸쳐 동맹이 결성되었다. 일관되게 영국이 참가하였지만, 다른 참가국은 자주 바뀌었다. 이 동맹으로 인해 프랑스 제국은 전유럽을 상대로 전쟁을 치르게 된다.

## 같이 보기
- 아우크스부르크 동맹
- 나폴레옹 전쟁